# Џејмс Причард
Џејмс Причард (енгл. James Pritchard; 21. јул 1979) професионални је канадски рагбиста, који тренутно игра за енглеског друголигаша Бедфорд Блуз. Рођен је у Аустралији, где је још као дечак, почео да тренира рагби 13. Играо је рагби 13 за Паркс Спејсмен и Парамата Елс. 1999. прешао је на рагби 15. Играо је рагби 15 за Плимут Албион (30 утакмица, 319 поена), Нортхемптон Сеинтс (3 утакмице, 5 поена) и Бедфорд Блуз (196 утакмица, 2080 поена. Играо је за рагби 7 репрезентацију Канаде. За рагби 15 репрезентацију Канаде одиграо је 62 тест меча и постигао рекордних 607 поена. Боје Канаде бранио је на 3 светска првенства (2003, 2007, 2011). 3 пута је проглашаван за најбољег Бедфордовог играча године.